# Isla Itatí
Die Isla Itatí ist eine Insel im Archipel der Biscoe-Inseln westlich der Antarktischen Halbinsel. Sie gehört zu den Hennessy-Inseln und liegt nordnordöstlich von Dodman Island.
Argentinische Wissenschaftler benannten sie nach der Stadt Itatí in der Provinz Corrientes im Nordosten Argentiniens.